# Rue du Collège (Charleroi)
Pour les articles homonymes, voir Rue du Collège.
La rue du Collège est une rue de Charleroi.

## Toponymie
Son nom lui vient de l'ancien collège communal qui y était établie entre 1845 et 1887. La rue fut initialement appelée rue Neuve du Collège, le nom actuel fut donné par le Conseil communal le 30 juin 1860.

## Histoire

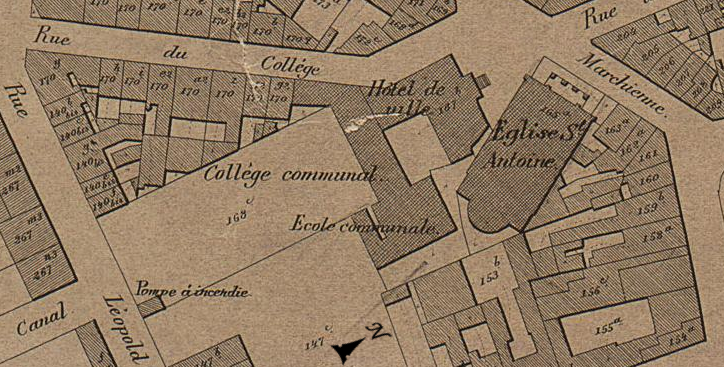
Rue du Collège vers 1865

La rue du Collège est tracée dans les anciens jardins du couvent des Capucins, installes là dès 1667. C'est sur le même terrain que sera tracé le Passage de la Bourse en 1892.